# Helblindi
Helblindi je div u nordijskoj mitologiji. Njegovo ime je povezano s riječi "sljepoća".

## Obitelj
Helblindijevi su roditelji divovi Farbauti i Laufej. On je brat boga Lokija i diva Bileista. Preko Lokija, koji je završio u okovima zbog svojih zlodjela, Helblindi je stric vuka Fenrira, zmije Jormunganda, božice Hele te bogova Narfija i Valija. Očito je njegova nećakinja nazvana po njemu.

## Vanjske poveznice
Helblindi  Arhivirana inačica izvorne stranice od 15. kolovoza 2009. (Wayback Machine)